# Tino Sehgal
Tino Sehgal, född 1976, är en tysk-brittisk konstnär av delvis indisk bakgrund, verksam i Berlin.
Sehgal kallar sin konst för "konstruerade situationer", dessa involverar ofta en eller flera personer som utför instruktioner som Sehgal har skapat. Sehgal studerade politisk ekonomi och dans innan han började arbeta som konstnär år 2000. 
Tino Sehgals konstverk har varit subjekt för många diskussioner kring vad som räknas som konst. När ett konstverk säljs av Sehgal får köparen ingenting, inga instruktioner, inga kvitton, ingen katalog och inga bilder. Det som säljs är tillåtelsen att "visa" han verk.
Detta innebär att det inte finns någon dokumentation av hans konst.
Ett av hans verk heter "This is New" vilket innebär att en personal på platsen där verket visas ropar ut rubriker ur dagens tidning till besökarna.
I "This Success/This Failure" får barn leka i visningsrummet.
I Sverige har Tino Sehgals konst visats på Way Out West, Moderna museet, Magasin 3 i Stockholm, Accelerator och på Göteborgs Konsthall under Göteborgs Internationella Konstbiennal 2011.